# Gagarin (Rússia)
|  | Aquest article tracta sobre la població. Vegeu-ne altres significats a «Iuri Gagarin». |

Gagarin (en rus: Гагарин) és una ciutat de l'óblast de Smolensk, a Rússia. Es troba a la vora del riu Gjat, a 58 km al nord-est de Viazma, a 206 km al nord-est de Smolensk i a 167 km a l'oest de Moscou.

## Història
La vila fou fundada el 1719 i adquirí l'estatus de ciutat el 1776. Fins al 1968 s'anomenava Gjatsk (en rus: Гжатск), fent referència al riu Gjat, que travessa la vila.
El 1968 la vila fou rebatejada com Gagarin en honor de Iuri Gagarin, nascut el 1934 a la localitat veïna de Klúixino.

## Personatges destacats
- Nikolai Noskov, cantant rus